# Neuer Sudenburger Friedhof

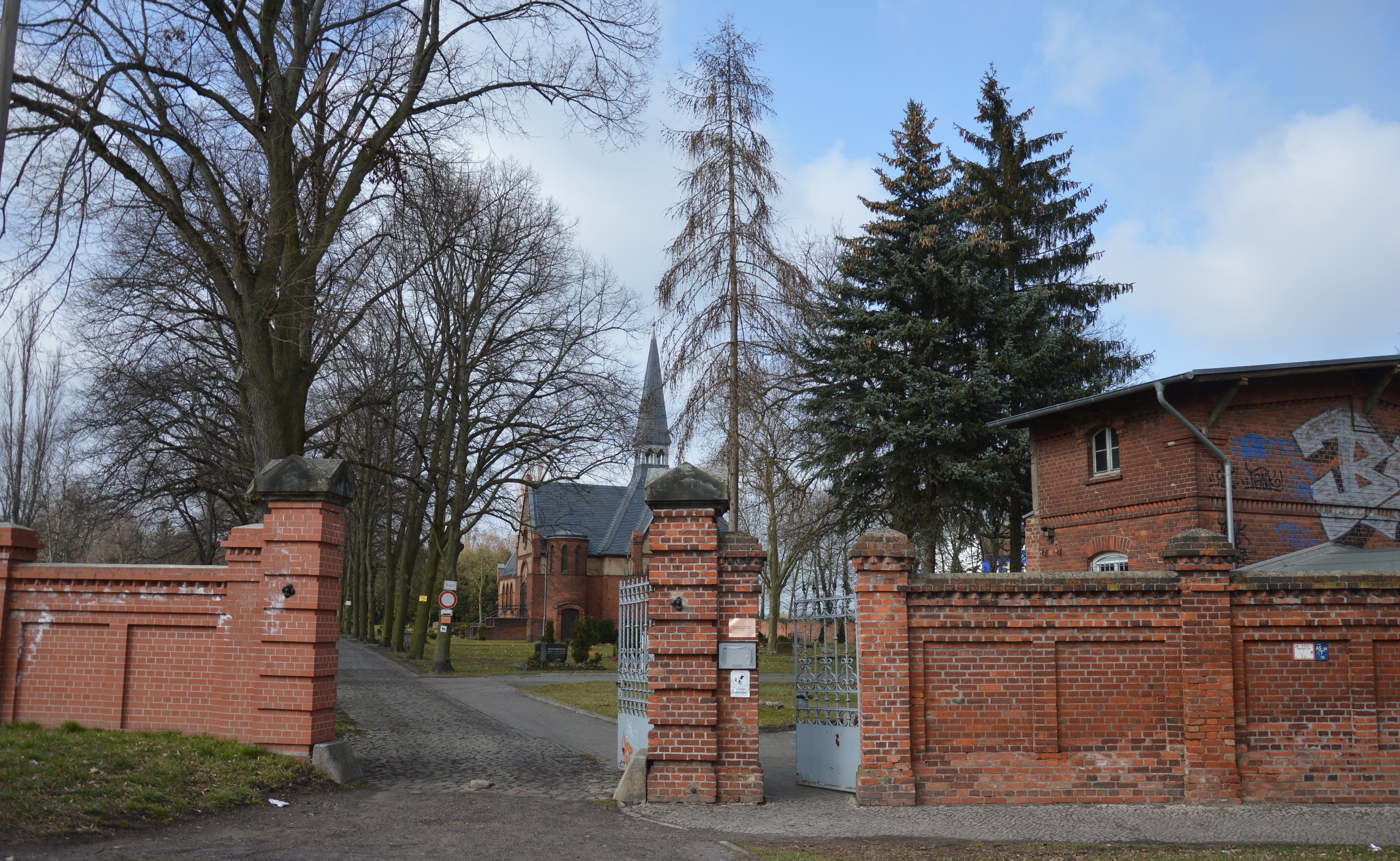
Eingang zum Neuen Sudenburger Friedhof

Der Neue Sudenburger Friedhof ist ein Friedhof im Magdeburger Stadtteil Sudenburg.

## Lage
Der Friedhof befindet sich westlich Sudenburgs, am Westende der Braunschweiger Straße, südlich der Otto-Richter-Straße.

## Geschichte und Anlage
Der Friedhof entstand als Friedhof der evangelischen Kirchengemeinde der Sudenburger Sankt-Ambrosius-Kirche, die darüber hinaus den Alten Sudenburger Friedhof betrieb, der jedoch aufgrund der gewachsenen Einwohnerzahl nicht mehr ausreichte. Die Kirchengemeinde erwarb das bis dahin als Ackerfläche genutzte Grundstück von den Dorendorfschen, Woditschen und Krakauer Erben. Mit der Anlage des Friedhofs wurde im Jahr 1896 begonnen. Dabei entstand auch die heute denkmalgeschützte Friedhofskapelle des Neuen Sudenburger Friedhofs samt Leichenhalle und ein Wohnhaus für den Friedhofswärter.  Die Arbeiten wurden, soweit möglich, durch Mitglieder der Kirchengemeinde vorgenommen. Die Weihe des Friedhofs erfolgte am 31. März 1897 durch den Superintendenten August Trümpelmann. Anwesend war auch der Magdeburger Oberbürgermeister Gustav Schneider sowie mehrere Stadtverordnete und Gemeindemitglieder.
Am 6. Februar 1945 hatten sich viele Gemeindemitglieder mit Pfarrer Bruno Spennemann in der Friedhofskapelle zu einer Trauerfeier versammelt. Aufgrund eines Luftangriffs suchten die Trauergäste zum Schutz den Keller des Friedhofswärterhauses auf. Durch einen Bombentreffer in dem Haus kamen dort 30 Menschen um, darunter Pfarrer Spennemann.
Zwei ursprünglich auf dem Neuen Sudenburger Friedhof befindliche Grabsteine wurden Anfang des 21. Jahrhunderts Teil des Lapidarium St. Gertraud. Die Grabsteine des deutschen Militärpiloten im Zweiten Weltkrieg Fritz Nimmich und der bei einem Bombenangriff auf Magdeburg umgekommenen Mutter Elisabeth und ihres elfjährigen Sohnes Rolf Tränkel zeigen dort die verschiedenen Seiten des Kriegs.
Auch heute (Stand 2016) wird der Friedhof kirchlich betrieben und gehört zum evangelischen Kirchspiel Magdeburg Süd.
Der Grundriss des Friedhofs erstreckt sich als langes Rechteck in Ost-West-Richtung. Durch den Friedhof führt von Ost nach West ein von Linden gesäumter Hauptweg.